# Diasemopsis dubia
Diasemopsis dubia är en tvåvingeart som först beskrevs av Jacques-Marie-Frangile Bigot 1874.  Diasemopsis dubia ingår i släktet Diasemopsis och familjen Diopsidae. Inga underarter finns listade i Catalogue of Life.